# Norra Hillösjön
Norra Hillösjön är en sjö i Alvesta kommun i Småland och ingår i Mörrumsåns huvudavrinningsområde.